# Saint-Rémy-Blanzy

Saint-Rémy-Blanzy este o comună în departamentul Aisne din nordul Franței. În 1 ianuarie 2022 avea o populație de 225 de locuitori.